# Greg Adams
Greg Daren „Gus“ Adams (* 1. srpna 1963, Nelson, Britská Kolumbie) je bývalý hráč NHL, ve které působil v letech 1984–2001.

## Kariéra
Greg jako mladý hrál za tým Kelowna Buckaroos v lize BCJHL. Ve 20 letech se stal hráčem univerzitního týmu University of Northern Arizona. Během dvou let na této škole se stal Adams jedním z nejlepších útočníků v ACHA. Skauti NHL si Grega všimli zejména v sezóně 1983–84, kdy vstřelil 44 gólů a celkově měl na kontě 73 bodů za pouhých 26 zápasů.
V létě roku 1984 si ho jako volného agenta vybral tým New Jersey Devils, aniž by byl draftován. Během své první profesionální sezóny strávil Greg zhruba polovinu sezóny v hlavním týmu Devils a druhou polovinu s farmářským týmem Maine Mariners. V sezóně 1985–86 si Adams vybojoval místo v soupisce Devils a absolvoval svou první úplnou sezónu v NHL. Tuto sezónu zakončil se slušnými 35 góly a celkovými 77 body.
Po další sezóně s New Jersey byl Adams vyměněn do týmu Vancouver Canucks společně s brankářem Kirkem McLeanem. Ve Vancouveru strávil valnou většinu své kariéry a zažil zde své nejlepší období v kariéře. Hrál v jednom útoku společně s Pavlem Burem a Trevorem Lindenem, slavnými hráči Vancouveru. Ve svém prvním zápase, Vancouver proti St. Louis, zaznamenal Adams 4 góly V sezóně 1987–88 celkově vystřílel 36 gólů za 80 zápasů, což byl největší počet gólů za sezónu v jeho kariéře. 80 zápasů bylo rovněž jeho maximum v NHL, jelikož ho po celou kariéru pronásledovala četná zranění.
Vrchol kariéry přišel v roce 1994 kdy Vancouver hrál finále Stanley Cupu proti New Yorku Rangers, ale v sedmém, rozhodujícím zápase Canucks podlehli a Stanley Cup nezískali. Adams se ale v playoff podílel na dvou klíčových gólech, které Vancouver dovedli až tak daleko. První byl proti Torontu Maple Leafs v zápase číslo 5, při finále konference, když Greg vstřelil gól v prodloužení a Vancouver vyhrál přestože už prohrával o 3 góly. Tento gól poslal Canucks do finále Stanley Cupu. Druhý důležitý gól vstřelil v prvním zápase proti Rangers, kdy opět rozhodl, nicméně jak už bylo řečeno, Canucks to k celkovému vítězství nepomohlo.
Adams poté strávil 3 roky v týmu Dallas Stars, ale vynechal několik zápasů kvůli zranění. Stars vyměnili Adamse do Los Angeles Kings při draftu 1995, ale ve skutečnosti za ně nikdy nehrál.
V roce 1998 Adams podepsal s týmem Phoenix Coyotes a skončil v obou sezónách ve kterých za něj hrál za hranicí 40 bodů. Svou 17. a poslední sezónu v NHL dokončil Greg Adams v sezóně 2000–01 v týmu Florida Panthers.
Jeden rok nehrál, avšak pro sezónu 2002–03 podepsal s týmem Frankfurt Lions hrající v Německé nejvyšší soutěži. Po vcelku vydařené sezóně ale definitivně ukončil kariéru.

## Klubové statistiky
| Sezona                 | Klub              | Soutěž     | Základní část | Základní část | Základní část | Základní část | Základní část | Play off | Play off | Play off | Play off | Play off |
| Sezona                 | Klub              | Soutěž     | Z             | G             | A             | B             | TM            | Z        | G        | A        | B        | TM       |
| ---------------------- | ----------------- | ---------- | ------------- | ------------- | ------------- | ------------- | ------------- | -------- | -------- | -------- | -------- | -------- |
| 1980–81                | Kelowna           | BCJHL      | 48            | 40            | 50            | 90            | 16            | —        | —        | —        | —        | —        |
| 1982–83                | Northern Arizona  | NCAA       | 29            | 14            | 21            | 35            | 46            | —        | —        | —        | —        | —        |
| 1983–84                | Northern Arizona  | NCAA       | 26            | 44            | 29            | 73            | 34            | —        | —        | —        | —        | —        |
| 1984–85                | Maine Mariners    | AHL        | 41            | 15            | 20            | 35            | 12            | 11       | 3        | 4        | 7        | 0        |
| 1984–85                | New Jersey Devils | NHL        | 36            | 12            | 9             | 21            | 14            | —        | —        | —        | —        | —        |
| 1985–86                | New Jersey Devils | NHL        | 78            | 35            | 42            | 77            | 30            | —        | —        | —        | —        | —        |
| 1986–87                | New Jersey Devils | NHL        | 72            | 20            | 27            | 47            | 19            | —        | —        | —        | —        | —        |
| 1987–88                | Vancouver Canucks | NHL        | 80            | 36            | 40            | 76            | 30            | —        | —        | —        | —        | —        |
| 1988–89                | Vancouver Canucks | NHL        | 61            | 19            | 14            | 33            | 24            | 7        | 2        | 3        | 5        | 2        |
| 1989–90                | Vancouver Canucks | NHL        | 65            | 30            | 20            | 50            | 18            | —        | —        | —        | —        | —        |
| 1990–91                | Vancouver Canucks | NHL        | 55            | 21            | 24            | 45            | 10            | 5        | 0        | 0        | 0        | 2        |
| 1991–92                | Vancouver Canucks | NHL        | 76            | 30            | 27            | 57            | 26            | 6        | 0        | 2        | 2        | 4        |
| 1992–93                | Vancouver Canucks | NHL        | 53            | 25            | 31            | 56            | 14            | 12       | 7        | 6        | 13       | 6        |
| 1993–94                | Vancouver Canucks | NHL        | 68            | 13            | 24            | 37            | 20            | 23       | 6        | 8        | 14       | 2        |
| 1994–95                | Vancouver Canucks | NHL        | 31            | 5             | 10            | 15            | 12            | —        | —        | —        | —        | —        |
| 1994–95                | Dallas Stars      | NHL        | 12            | 3             | 3             | 6             | 4             | 5        | 2        | 0        | 2        | 0        |
| 1995–96                | Dallas Stars      | NHL        | 66            | 22            | 21            | 43            | 33            | —        | —        | —        | —        | —        |
| 1996–97                | Dallas Stars      | NHL        | 50            | 21            | 15            | 36            | 2             | 3        | 0        | 1        | 1        | 0        |
| 1997–98                | Dallas Stars      | NHL        | 49            | 14            | 18            | 32            | 20            | 12       | 2        | 2        | 4        | 0        |
| 1998–99                | Phoenix Coyotes   | NHL        | 75            | 19            | 24            | 43            | 26            | 3        | 1        | 0        | 1        | 0        |
| 1999–00                | Phoenix Coyotes   | NHL        | 69            | 19            | 27            | 46            | 14            | 5        | 0        | 0        | 0        | 0        |
| 2000–01                | Florida Panthers  | NHL        | 60            | 11            | 12            | 23            | 10            | –        | –        | –        | –        | –        |
| 2002–03                | Frankfurt Lions   | DEL        | 50            | 18            | 24            | 42            | 88            | —        | —        | —        | —        | —        |
| NHL celkem             | NHL celkem        | NHL celkem | 1056          | 355           | 388           | 743           | 326           | 81       | 20       | 22       | 42       | 16       |
| Konec hokejové kariéry |                   |            |               |               |               |               |               |          |          |          |          |          |